# Rzężawy (Mazovie)
Pour les articles homonymes, voir Rzężawy.

Rzężawy (prononciation : [ʐɛ̃ˈʐavɨ]) est un village polonais de la gmina de Żuromin dans le powiat de Żuromin de la voïvodie de Mazovie dans le centre-est de la Pologne.
Il se situe à environ 4 kilomètres à l'ouest de Żuromin (siège de la gmina et de la powiat) et 123 kilomètres au nord-ouest de Varsovie (capitale de la Pologne).

## Histoire
De 1975 à 1998, le village appartenait administrativement à la voïvodie de Ciechanów.